# Ardisia odontophylla
Ardisia odontophylla är en viveväxtart som beskrevs av Nathaniel Wallich. Ardisia odontophylla ingår i släktet Ardisia och familjen viveväxter. Inga underarter finns listade i Catalogue of Life.